# Los Exconxuraos
Los Esconxuraos (traducción al asturiano de Los Excomulgados) es una fiesta de Interés Turístico Regional que se celebra el primer fin de semana de julio en el concejo asturiano de Llanera.

## La Fiesta
La fiesta de “Exconxuraos” se ubica en el recinto ferial de Llanera localizado en la parroquia de San Cucao, en unos terrenos situados a aproximadamente 1'7 km de Posada de Llanera a partir del cruce entre la Avenida Prudencio González (principal calle de Posada; AS-17) con la propia Carretera de San Cucao (AS-240), tomando esta última durante 1'1 km. Se trata de un fin de semana repleto de actividades y espectáculos que pretenden dar una ambientación que ponga en situación al visitante y lo traslade a la época medieval. Diversas cintas, banderines, escudos, guerreros, bufones, caballero y, músicos que dan color a una fiesta medieval a la que el paso del tiempo ha convertido en referente no solo a nivel regional, sino también nacional.
La actividad más destacada es la gran cena medieval, la cual cada año reúne a más de 1000 comensales que comparten mesa y mantel en una cena totalmente ambientada, como si de un patio de armas se tratase. Todos los asistentes acuden con vestuario que les hace sentirse como auténticos personaje de la época, y disfrutan de diferentes actuaciones: bufones, magos, hombres de fuego, etc., que hacen las delicias de los asistentes. Dentro de su ambientación se recrea un torneo medieval a justa, espada y lanza, ya que no hay cena medieval que se precie que no tenga un duelo entre caballeros. Tras finalizar la cena, cuatro caballeros luchan por conseguir el honor de su dama en tierras de Llanera. Una batalla sin pausa en la que sólo uno obtiene la victoria.
Otro de los espacios típicos en la época medieval eran los mercados, donde las gentes del lugar y pueblos limítrofes vendían artesanía, ganado y excedentes. Más de 60 puestos de artesanos dan vida al mercado medieval. En él se pueden degustar productos típicos de la época, comprar joyas y artesanía, y contemplar cómo los artesanos realizan diferentes talleres. Además durante todo el día hay representaciones teatrales y espectáculos que dan un ambiente festivo y mágico al mercado. Típico de la época también eran los zocos árabes, cultura muy ligada a la vida medieval. En dicha fiesta se encuentran una zona cristiana con sus tradicionales bufones y juglares, y un zoco árabe con elementos y mercaderes que muestran su cultura mediante sus productos. En esa zona se disfruta de la exhibición de cetrería, diversas aves rapaces; búhos, lechuzas, águilas, etc., que realizan diversas exhibiciones de vuelo y caza.
Viene siendo tradición que en la mañana del domingo se rememore la parte histórica de esta fiesta, en la cual, en el 1412, una representación de los vecinos, hidalgos y corporación caminaron en procesión hasta Oviedo en busca del perdón para eximirles de la Excomunión. En este caso se realiza en el propio recinto, con representantes de asociaciones, vecinos y corporación para finalizar con el pregón que siempre cuenta con personajes relevantes de nuestro concejo. Tras este, tiene lugar la eucaristía. Las bandas de gaitas y grupos folclóricos acompañan el Desfile de Exconxuraos durante la mañana del domingo.
Los Exconxuraos de Llanera nacieron como símbolo de unión de los vecinos del Concejo, por eso las asociaciones están muy presentes y participan activamente en el evento. A lo largo del recinto ferial, diferentes comisiones de festejos y asociaciones regentan bares y tabernas donde el visitante puede refrescarse o disfrutar de manjares típicos de la época. Cada taberna tiene una ambientación medieval diferente.

## Pregoneros
Cada año, notables personajes con vinculación al concejo llanerense, dan el pistoletazo de salida a esta fiesta de interés turístico entonando su pregón. Los pregoneros de esta festividad desde su inicio han sido:
- Rocío Díaz Ruiz (2019)
- Abel González Rodríguez (2018)
- Pedro Gorría Korres (2017)
- Roberto Álvarez Suárez (2016)
- Juan José Mangas (2015)
- José Julio Velasco Bolaño (2014)
- Manuel Amaro Martínez (2013)
- Consuelo Rayón (2012)
- Manuel Álvarez-Uría Rico-Villademoros (2011)
- Carmen Rodríguez Menéndez (2010)
- Pablo Álvarez Álvarez (2009)
- Emilio Marcos Vallaure (2008)
- Avelino Sùarez Àlvarez (2007)
- Ramón Rodríguez Álvarez (2006)
- Bernardo Sopeña (2005)
- Francisco Cabriffose (2004)
- Lorenzo Ramos (2003)
- Juan Luis Tamargo (2002)
- Valeriano Claros (2001)

## Historia
Fruto de la profunda labor de investigación llevada a cabo por Don Lorenzo Ramos, vecino ilustre de San Cucufate de Llanera, los Exconxuraos es la conmemoración de un hecho histórico que tuvo lugar en el concejo hace siglos y que se comenzó a festejar a partir de 2005, celebrándose los tres días del primer fin de semana de julio (viernes, sábado y domingo), siendo la fiesta más importante de Llanera y los llanerenses ya que sirve de unión y fraternización de todos los vecinos como en su día lo hicieron sus antepasados. A continuación se relata la historia extraída de un documento publicado en 1972 por la revista de la Universidad de Oviedo “Asturiensia Medievalia” y escrito por Juan Ignacio Ruiz de la Peña con el título: "Una resistencia concejil al señorío episcopal ovetense (1408-1412)".
Hacia el año 1408, sin que podamos fijar la fecha exacta, los vecinos del Concejo de Llanera, sujetos al señorío jurisdiccional de la sede episcopal ovetense, cansados de soportar los “agravios e sinrazones” que recibían “de algunos comenderos de Don Guillén”, obispo de Oviedo a la sazón se declaran en abierta rebeldía contra su autoridad. Como consecuencia de ello se les imponen las graves penas canónicas típicas de estos casos, pronunciando sentencia de excomunión y entredicho sobre los moradores del concejo rebelde y todo su territorio. Los de Llanera, haciendo caso omiso de la coacción abandonan su postura manteniendo con firmeza la rebeldía por espacio de cuatro años. 
Enmudecieron las campanas de las iglesias del concejo. Durante cuatro años iban a permanecer cerradas sus puertas y los clérigos que las servían iban a dejar de celebrar en ellas los oficios dominicales y de ejercer la cura de almas sobre sus parroquianos privados de la consoladora bendición postrera de la Iglesia y del derecho a recibir sepultura eclesiástica.
El 17 de febrero de 1412, fallecía Don Guillén. Poco tiempo después, en el mes de junio del mismo año, era promovido a la silla ovetense el leonés Diego Ramírez de Guzmán. El 26 de junio, reunidos el Dean y el cabildo de la Iglesia ovetense, confieren plenos poderes a Alvar Fernández arcediano de Tineo, Alvar Pérez, chantre, y Alvar Fernández, canónigo y bachiller de decretos, para que en su nombre y “con consello e acuerdo” del vicario general del nuevo prelado en la administración espiritual y temporal de la Iglesia y obispado de Oviedo adaptasen las medidas encaminadas a poner fin a las tensiones existentes entre el obispo, Dean y cabildo, de otra parte, y “todos los omes fillosdalgo e foreros moradores del concello de Llanera” de la otra. Dos días después de la asamblea capitular, el miércoles 27 de julio, en presencia de varios notarios y representantes de la nobleza comarcana, previa convocatoria formal por su alcalde, se reúnen en concejo en Posada de Llanera, centro geográfico del territorio, los “omes bonos fillosdalgo e foreros de Llanera” para retornar a la obediencia de D. Diego y de su Iglesia. El concejo designa a su personero Juan Fernández para que en nombre de todos manifieste solemnemente ante los delegados de la autoridad asistentes al acto esa firme resolución y la promesa de no volver a rebelarse en lo sucesivo contra sus señores “en las dichas cosas”. Cumplida por el personero concejil esta gestión, la asamblea vecinal pide al delegado episcopal allí presente que les absuelva de las sentencias de excomunión en que estaban incursos, levante entredicho que pesaba sobre todo el territorio y “les remitiese cualesquier penas e calumnias, sacrillegios e indicias y por la dicha razón habían caydo”. 
En respuesta a estas peticiones, el provisor y vicario general de D. Diego y los procuradores del Dean y cabildo muestran hacia los rebeldes una generosa actitud conciliadora que se manifiesta a través de una triple declaración de voluntad… les levantan las penas en que había caído, se les mandó que “en signal de penitencia” la población del pueblo fuera un día de fiesta a la Iglesia de San Salvador de Oviedo, participando “en la procesión de ella, las mujeres casadas y sin ninguna forma de cubrir los pechos, y los hombres dezcalcos en sacos o en jubones sin ningún otra cobertura con sendas cuerdas cennidas e con sendas candelas en las manos”, comprometiéndose solemnemente el provisor del obispo a absolberlos de las penas de excomunión y alzar el entredicho puesto en el concejo una vez cumplida esa pública humillación penitencial.
La leyenda cuenta que, a su vuelta, Pizarro enterró en el concejo el mapa de la fuente de la eterna juventud